# شيم قاراجا
شيم قاراجا (بالتركية: Cem Karaca)‏ هو لاعب كرة قدم ألماني وتركي في مركز نصف الجناح، ولد في 8 مايو 1976 في هوفهايم آم تاونوس في ألمانيا. شارك مع منتخب تركيا تحت 17 سنة لكرة القدم ومنتخب تركيا تحت 21 سنة لكرة القدم. أما مع النوادي، فقد لعب مع إسطنبول سبور وسيفاسبور وقونية سبور وكايسري سبور ونادي سانت باولي ونادي فنربخشة ونادي كايزرسلاوترن.

## وصلات خارجية
- شيم قاراجا على موقع اتحاد تركيا (لاعب) (الإنجليزية)
- شيم قاراجا على موقع قاعدة بيانات كرة القدم.إي يو (الإنجليزية)
- شيم قاراجا على موقع قاعدة بيانات كرة القدم.إي يو (الإنجليزية)
- شيم قاراجا على موقع بيانات كرة القدم. دي إي (الألمانية)
- شيم قاراجا على موقع عالم كرة القدم.نت (الإنجليزية)